# NKGB
Het Volkscommissariaat voor de Staatsveiligheid (Russisch: Народный комиссариат государственной безопасности, Narodniji komissariat gossudarstvennoi besopasnosti) afgekort NKGB, was de naam van de geheime politie, inlichtingendienst en contraspionage dienst van de Sovjet-Unie. De NKGB was tussen 3 februari 1941 en 20 juli 1941 actief was, en opnieuw van 1943 tot 1946, en daarna herbenoemd tot Ministerie van Staatsveiligheid, afgekort MGB. Daarna herbenoemd tot NKVD. De NKVD/MVD werd in 1954 opgesplitst in de KGB (nu de FSB) en de MVD (die in Rusland nog steeds bestaat).